# Мерец
Мерец (івр. מרצ) — ліва політична партія Ізраїлю. Партія була утворена в 1992 році шляхом злиття Ратца, Мапама і Шинуі, і досягла свого піка між 1992 і 1996 роками, коли вона мала 12 місць. Наразі вона не має місць у Кнесеті, оскільки не змогла подолати виборчий поріг на виборах 2022 року.
Мерец є соціал-демократичною та світською партією, яка наголошує на розв’язанні ізраїльсько-палестинського конфлікту за принципом двох держав, соціальній справедливості, правах людини (особливо для релігійних, етнічних та сексуальних меншин), релігійній свободі та захисті навколишнього середовища. Партія є членом Прогресивного альянсу та Соціалістичного інтернаціоналу, а також є членом-спостерігачем Партії європейських соціалістів.